# Vera Scantlebury Brown
Vera Scantlebury Brown (7 de agosto de 1889 – 14 de julio de 1946) fue una médica australiana y pediatra con práctica en Victoria, Australia.

## Biografía
Nacida en Linton, Victoria como Vera Scantlebury, hija de George James y Catherine Millington (nacida Baynes) Scantlebury, se educó en la Toorak Universidad Toorak antes de entrar a la Escuela médica de la Universidad de Melbourne.

## Carrera
Se graduó licenciada en medicina (MB) en 1914 y devino agente médica residente en el Melbourne Hospital. "Dr. Vera", donde fue generalmente conocida, entonces fue contratada al Hospital de Niños en 1915, donde fue agente médica sénior antes de ir a Inglaterra en 1917. En Inglaterra trabajó en el Endell Calle Hospital Militar.
Regresó a Victoria en 1919 y trabajó en una variedad de posiciones honorarias que incluyeron: anestesista en el Hospital de Mujeres (1920–1922) ayudanta clínica en el Hospital de Niños (1920–1924) médica/cirujana en el Hospital de Victoria de la Reina (1920@–1926) e inspectora médica en la Escuela de Gramática Anglicana (1920–1946). La Dra. Vera también estuvo asociada con los Centros de Salud de Bebés de Victoria Asociación y la Unión de Guardería Libre de Victoria.
En 1921, fue nombrada part-time agente médica a cargo de los centros de salud pediátricos y en 1924 devino doctora de medicina. En 1925, junto con la Dra. Henrietta Main, fue enviada por el Gobierno de Victoria para conducir una encuesta del bienestar de mujeres y niños en Nueva Zelanda y Victoria. Su informe ayudó al establecimiento de la División de Bienestar del Niño en el Departamento de Salud Pública.
La Dra. Vera se casó con el Dr.Edward Byam Brown de la Universidad de Melbourne como conferenciante y más tarde profesora asociada;  el 18 de septiembre de 1926, y tuvieron dos niños. Fue nombrada primera Directora de Bienestar del Niño en el Departamento de Victoria de Salud en 1926. Allí permaneció en esa posición hasta su muerte. Esa posición era part -time debido a su matrimonio, una costumbre de época cuándo se consideraba que las mujeres casadas no necesitaban trabajar fuera de la casa.
En 1937, siguiendo su informe sobre bienestar de niños para la Salud Nacional y Consejo de Investigaciones, el gobierno del Commonwealth destinó ₤100,000 para el beneficio de preescolares, de Fondos de la Conmemoración de la Coronación. En 1938 la Asociación australiana de Desarrollo de Preescolares se estableció, junto con los Lady Gowrie Child Centres. El trabajo preventivo llevado a cabo en esos centros en todos los estados fue en gran parte el resultado de la Dra. Scantlebury Brown.
En 1944, las actividades preescolares que incluían el pago de subsidios para liberar las guarderías fueron también colocadas bajo su supervisión, y su visión y el entusiasmo consiguieron un éxito en 1945, cuándo el Gobierno Estatal decidió traer bajo el Departamento de Salud el cuidado de las mujeres embarazadas y todos los niños hasta los seis años de edad.

## Honores
Vera S. Brown fue honrada con su designación como Oficial de la Orden del Imperio británico el 9 de junio de 1938 por su trabajo en los campos de la niñez y bienestar maternal.

## Fallecimiento
Vera Scantlebury Brown murió el 14 de julio de 1946, a lo 56 años, después de una batalla larga con el cáncer. Está enterrada con sus padres en el Cementerio Pioneer Cheltenham.

## Carrera
- 1914 - 1915 Agente Médica Residente del Melbourne Hospital
- 1915 - 1917 Agente Médica Residente y Agente Médica Sr del hospital de los Niños Melbourne
- 1917 - 1919 En el Ejército Real Cuerpo Médico, Endell Calle Hospital Militar, Londres, Inglaterra
- 1920 - Agente Médics Residente del Hospital de Mujeres, Melbourne
- 1920 - 1922 Honoraria Anestesista del Hospital de Mujeres, Melbourne
- 1920 - 1924 HonorarIA Ayudanta Clínica, del Hospital de niños, Melbourne
- 1920 - 1926 Honoraria médica y cirujana, Hospital de Victoria de la Reina, Melbourne
- 1920 - 1946 Inspectora Médica, Iglesia de Escuela de Gramática de la Inglaterra, Melbourne
- 1921 - Part-time agente médica en cargo de centros de salud de criatura de ciudad
- 1924 - grado otorgado de doctora de medicina
- 1925 - Nombrada con la Dra. Henrietta Main, por el gobierno de Victoria, para informar en el bienestar de niños y mujeres de Victoria
- 1926 - 1946 (muerte) Directora de Bienestar de Niños de Victoria en el Departamento de Salud Pública

## Honores

### Eponimia
Vera Scantlebury Brow Memorial Lectures por la Universidad de Melbourne en su honor.